# ستيف وودز
ستيف وودز (بالإنجليزية: Steve Woods)‏ (15 ديسمبر 1976 بدوفنهام في المملكة المتحدة - ) هو لاعب كرة قدم بريطاني في مركز الدفاع. لعب مع ستوك سيتي ونادي بليموث أرجايل ونادي تشيسترفيلد ونادي توركي يونايتد ونورثويتش فيكتوريا ونادي ستاليبريدج سيلتيك وإف سي هاليفاكس تاون.

## وصلات خارجية
- ستيف وودز على موقع قاعدة بيانات كرة القدم.إي يو (الإنجليزية)
- ستيف وودز على موقع Soccerbase.com (لاعب) (الإنجليزية)